# César 1999
Die 24. Verleihung der Césars fand am 6. März 1999 im Théâtre des Champs-Élysées in Paris statt. Präsidentin der Verleihung war die Schauspielerin Isabelle Huppert, die auch als beste Hauptdarstellerin nominiert war. Ausgestrahlt wurde die Verleihung, die zum vierten Mal in Folge von dem ebenfalls nominierten Antoine de Caunes moderiert wurde, vom französischen Fernsehsender Canal+.
Als bester Film wurde in diesem Jahr Erick Zoncas Langfilmdebüt Liebe das Leben ausgezeichnet, das mit insgesamt sieben Nominierungen berücksichtigt worden war und mit seinen beiden Hauptdarstellerinnen Élodie Bouchez und Natacha Régnier in den Kategorien Beste Hauptdarstellerin und Beste Nachwuchsdarstellerin zwei weitere Preise gewinnen konnte. Ebenfalls mit je drei Césars prämiert wurden das Filmdrama Wer mich liebt, nimmt den Zug von Patrice Chéreau, der den Regiepreis erhielt, und Francis Vebers Filmkomödie Dinner für Spinner, die sich in den Kategorien Bestes Drehbuch, Bester Hauptdarsteller (Jacques Villeret) und Bester Nebendarsteller (Daniel Prévost) behaupten konnte. Der große Verlierer des Abends war Nicole Garcias Filmdrama Place Vendôme, das sich mit seinen zwölf Nominierungen in elf verschiedenen Kategorien in keiner davon gegen die Konkurrenz durchsetzen konnte. Catherine Deneuve, die für ihre Rolle einer depressiven Diamantenhändlerin in Place Vendôme als beste Hauptdarstellerin nominiert war, unterlag – wie auch Isabelle Huppert, Sandrine Kiberlain und Marie Trintignant – Élodie Bouchez. Zum dritten Mal den Preis als beste Nebendarstellerin durfte nach ihren Siegen von 1991 und 1993 Dominique Blanc für Chéreaus Wer mich liebt, nimmt den Zug entgegennehmen. Bester Nachwuchsdarsteller wurde Bruno Putzulu bei seiner zweiten Nominierung in dieser Kategorie vor unter anderem Guillaume Canet und Romain Duris.
Die Künstlerbiografie Toulouse-Lautrec konnte die Kategorien für das beste Szenenbild und die besten Kostüme für sich entscheiden. Zum besten ausländischen Film wurde Roberto Benignis Oscar-prämierte Tragikomödie Das Leben ist schön gekürt, die damit unter anderem Steven Spielbergs Kriegsdrama Der Soldat James Ryan und James Camerons Katastrophendrama Titanic hinter sich ließ. Schauspieler Jean Rochefort, der bei der 1. Verleihung der Césars im Jahr 1976 den ersten jemals vergebenen César erhalten hatte, wurde mit einem Ehrenpreis ausgezeichnet. Zwei weitere Ehrenpreise gingen an Schauspieler Johnny Depp und Regisseur Pedro Almodóvar.

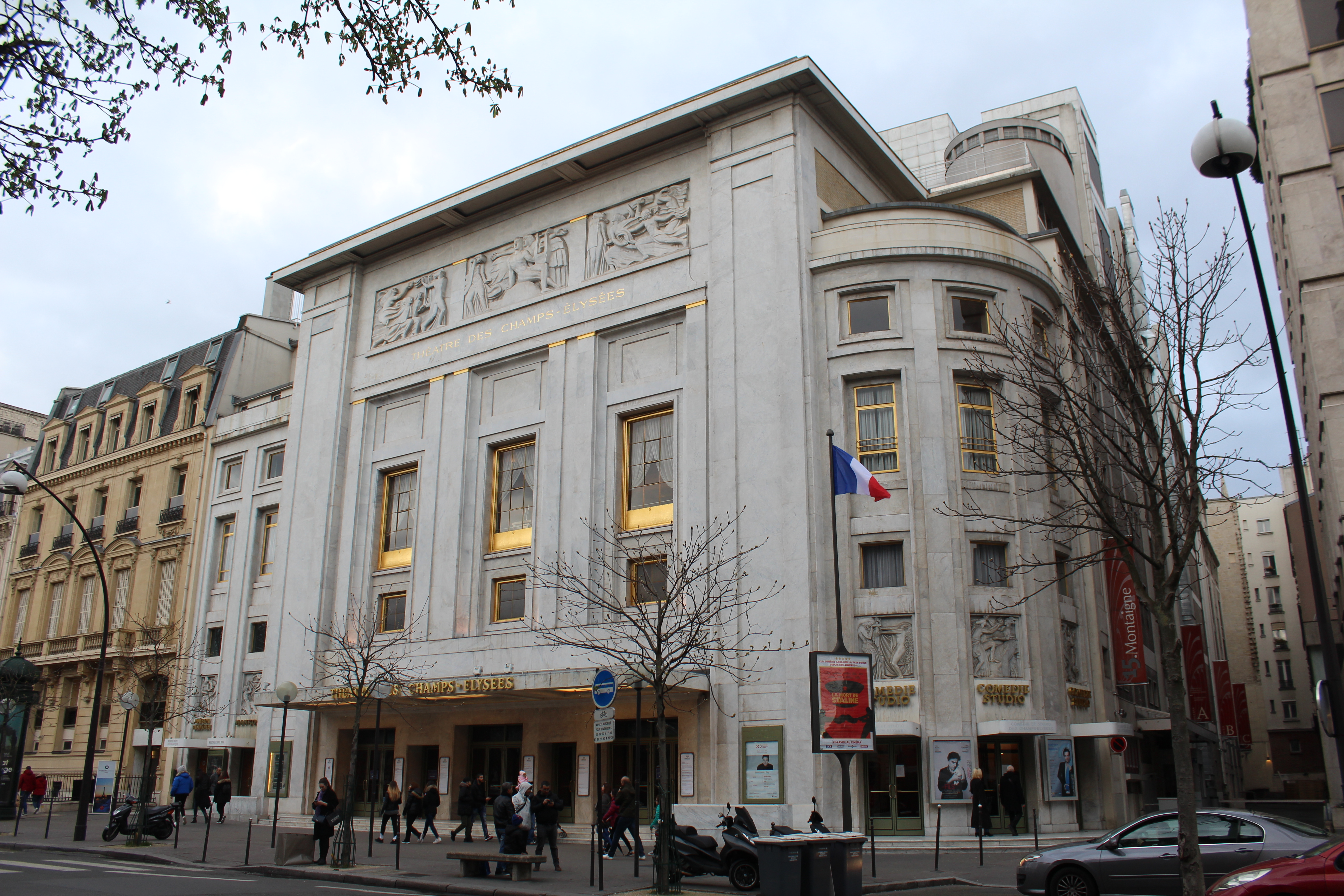
Das Théâtre des Champs-Élysées, der Veranstaltungsort der Verleihung

## Gewinner und Nominierungen

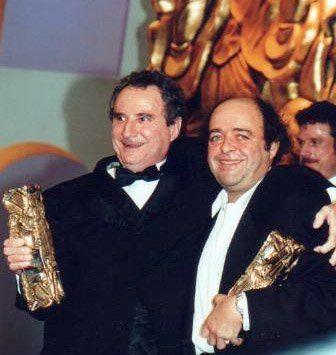
Der beste Nebendarsteller Daniel Prévost und der beste Hauptdarsteller Jacques Villeret (rechts)

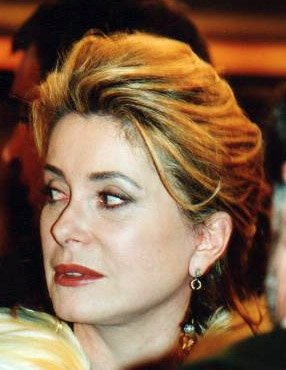
Als beste Hauptdarstellerin nominiert: Catherine Deneuve

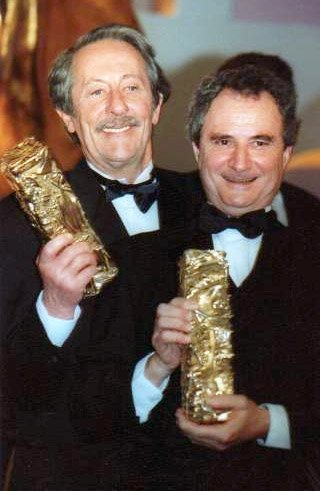
Ehrenpreisträger Jean Rochefort (links) und Daniel Prévost

| Statistik (Filme mit mehr als einer Nominierung) N=Nominierung; A=Auszeichnung |    |   |
| Film                                                                           | N  | A |
| Place Vendôme                                                                  | 12 | 0 |
| Wer mich liebt, nimmt den Zug                                                  | 11 | 3 |
| Liebe das Leben                                                                | 7  | 3 |
| Taxi                                                                           | 7  | 2 |
| Dinner für Spinner                                                             | 6  | 3 |
| Toulouse-Lautrec                                                               | 3  | 2 |
| Gadjo Dilo – Geliebter Fremder                                                 | 3  | 1 |
| Meine Heldin                                                                   | 3  | 0 |
| Jeanne et le garçon formidable                                                 | 2  | 0 |
| Zug des Lebens                                                                 | 2  | 0 |

### Bester Film (Meilleur film)
Liebe das Leben (La vie rêvée des anges) – Regie: Erick Zonca
- Wer mich liebt, nimmt den Zug (Ceux qui m’aiment prendront le train) – Regie: Patrice Chéreau
- Dinner für Spinner (Le dîner de cons) – Regie: Francis Veber
- Place Vendôme – Regie: Nicole Garcia
- Taxi – Regie: Gérard Pirès

### Beste Regie (Meilleur réalisateur)
Patrice Chéreau – Wer mich liebt, nimmt den Zug (Ceux qui m’aiment prendront le train)
- Nicole Garcia – Place Vendôme
- Gérard Pirès – Taxi
- Francis Veber – Dinner für Spinner (Le dîner de cons)
- Erick Zonca – Liebe das Leben (La vie rêvée des anges)

### Bester Hauptdarsteller (Meilleur acteur)
Jacques Villeret – Dinner für Spinner (Le dîner de cons)
- Charles Berling – Meine Heldin (L’ennui)
- Antoine de Caunes – L’homme est une femme comme les autres
- Jean-Pierre Darroussin – Le poulpe
- Pascal Greggory – Wer mich liebt, nimmt den Zug (Ceux qui m’aiment prendront le train)

### Beste Hauptdarstellerin (Meilleure actrice)
Élodie Bouchez – Liebe das Leben (La vie rêvée des anges)
- Catherine Deneuve – Place Vendôme
- Isabelle Huppert – Schule des Begehrens (L’école de la chair)
- Sandrine Kiberlain – Zu verkaufen (A vendre)
- Marie Trintignant – Lügen wie gedruckt (Comme elle respire)

### Bester Nebendarsteller (Meilleur acteur dans un second rôle)
Daniel Prévost – Dinner für Spinner (Le dîner de cons)
- Jacques Dutronc – Place Vendôme
- Bernard Fresson – Place Vendôme
- Vincent Perez – Wer mich liebt, nimmt den Zug (Ceux qui m’aiment prendront le train)
- Jean-Louis Trintignant – Wer mich liebt, nimmt den Zug (Ceux qui m’aiment prendront le train)

### Beste Nebendarstellerin (Meilleure actrice dans un second rôle)
Dominique Blanc – Wer mich liebt, nimmt den Zug (Ceux qui m’aiment prendront le train)
- Anémone – Toulouse-Lautrec (Lautrec)
- Arielle Dombasle – Meine Heldin (L’ennui)
- Catherine Frot – Dinner für Spinner (Le dîner de cons)
- Emmanuelle Seigner – Place Vendôme

### Bester Nachwuchsdarsteller (Meilleur jeune espoir masculin)
Bruno Putzulu – Schule der Verführung (Petits désordres amoureux)
- Lionel Abelanski – Zug des Lebens (Train de vie)
- Guillaume Canet – Verhängnisvolles Alibi (En plein cœur)
- Romain Duris – Gadjo Dilo – Geliebter Fremder (Gadjo dilo)
- Samy Naceri – Taxi

### Beste Nachwuchsdarstellerin (Meilleur jeune espoir féminin)
Natacha Régnier – Liebe das Leben (La vie rêvée des anges)
- Marion Cotillard – Taxi
- Hélène de Fougerolles – Que la lumière soit!
- Sophie Guillemin – Meine Heldin (L’ennui)
- Rona Hartner – Gadjo Dilo – Geliebter Fremder (Gadjo dilo)

### Bestes Erstlingswerk (Meilleur premier film)
Gott allein sieht mich (Dieu seul me voit) – Regie: Bruno Podalydès
- Le gone du Chaâba – Regie: Christophe Ruggia
- Hinterland (L’arrière-pays) – Regie: Jacques Nolot
- Jeanne et le garçon formidable – Regie: Jacques Martineau und Olivier Ducastel
- Liebe das Leben (La vie rêvée des anges) – Regie: Erick Zonca

### Bestes Drehbuch (Meilleur scénario original ou adaptation)
Francis Veber – Dinner für Spinner (Le dîner de cons)
- Nicole Garcia und Jacques Fieschi – Place Vendôme
- Danièle Thompson, Patrice Chéreau und Pierre Trividic – Wer mich liebt, nimmt den Zug (Ceux qui m’aiment prendront le train)
- Erick Zonca und Roger Bohbot – Liebe das Leben (La vie rêvée des anges)
- Radu Mihăileanu – Zug des Lebens (Train de vie)

### Beste Filmmusik (Meilleure musique écrite pour un film)
Tony Gatlif – Gadjo Dilo – Geliebter Fremder (Gadjo dilo)
- IAM – Taxi
- Francis Lai und Claude Bolling – Begegnung in Venedig (Hasards ou coïncidences)
- Philippe Miller – Jeanne et le garçon formidable

### Bestes Szenenbild (Meilleurs décors)
Jacques Rouxel – Toulouse-Lautrec (Lautrec)
- Thierry Flamand – Place Vendôme
- Richard Peduzzi und Sylvain Chauvelot – Wer mich liebt, nimmt den Zug (Ceux qui m’aiment prendront le train)

### Beste Kostüme (Meilleurs costumes)
Pierre-Jean Larroque – Toulouse-Lautrec (Lautrec)
- Nathalie du Roscoät und Elisabeth Tavernier – Place Vendôme
- Sylvie de Segonzac – Don Juan

### Beste Kamera (Meilleure photographie)
Éric Gautier – Wer mich liebt, nimmt den Zug (Ceux qui m’aiment prendront le train)
- Laurent Dailland – Place Vendôme
- Agnès Godard – Liebe das Leben (La vie rêvée des anges)

### Bester Ton (Meilleur son)
Vincent Tulli und Vincent Arnardi – Taxi
- Dominique Hennequin und Jean-Pierre Duret – Place Vendôme
- Guillaume Sciama, Nadine Muse und Jean-Pierre Laforce – Wer mich liebt, nimmt den Zug (Ceux qui m’aiment prendront le train)

### Bester Schnitt (Meilleur montage)
Véronique Lange – Taxi
- Luc Barnier und Françoise Bonnot – Place Vendôme
- François Gédigier – Wer mich liebt, nimmt den Zug (Ceux qui m’aiment prendront le train)

### Bester Kurzfilm (Meilleur court métrage)
L’interview – Regie: Xavier Giannoli
- Les pinces à linge – Regie: Joël Brisse
- La vieille barrière – Regie: Lyèce Boukhitine
- La vache qui voulait sauter par dessus l’église – Regie: Guillaume Casset
- Tueurs de petits poissons – Regie: Alexandre Gavras

### Bester ausländischer Film (Meilleur film étranger)
Das Leben ist schön (La vita è bella), Italien – Regie: Roberto Benigni
- Central Station (Central do Brasil), Brasilien – Regie: Walter Salles
- Das Fest (Festen), Dänemark – Regie: Thomas Vinterberg
- Der Soldat James Ryan (Saving Private Ryan), USA – Regie: Steven Spielberg
- Titanic, USA – Regie: James Cameron

## Ehrenpreis (César d’honneur)
- Johnny Depp, US-amerikanischer Schauspieler
- Jean Rochefort, französischer Schauspieler
- Pedro Almodóvar, spanischer Regisseur, Drehbuchautor und Filmproduzent